# 艾马拉诸领地
艾马拉诸领地（西班牙語：Señoríos aimaras），又称艾马拉诸王国、湖泊诸王国，是南美洲历史上的一些原住民政权的统称。蒂亚瓦纳科帝国灭亡后的晚期中间时期，这些政权在库利亚地区兴起。1150年—1477年，这些政权发展壮大，后因印加帝国的军事征服而消亡。目前，艾马拉人约有200万，分布在玻利维亚、秘鲁、智利和阿根廷等国，使用艾马拉语和布基那语。

## 王国和领地
有12个主要的艾马拉王国：
- 坎奇斯
- 卡纳斯
- 科利亚
- 卢帕卡斯（英语：Lupaca）
- 帕卡赫斯
- 卡兰加斯
- 索拉斯
- 查尔卡斯（英语：Charca people）
- 基利亚卡斯（英语：Santuario de Quillacas）
- 卡拉-卡拉斯
- 楚伊斯
- 奇查斯（西班牙语：Chichas）

此外，还有2个艾马拉领地：
- 卡利亚瓦亚（英语：Kallawaya）
- 亚姆帕拉斯（英语：Oroncota）[3]